# Краєзнавчий музей села Великий Хутір
Великохутірський народний історико-краєзнавчий музей було відкрито у 1987 році за ініціативою вчителя-краєзнавця, самодіяльного художника і громадського діяча Олександра Андрійовича Дорошенка. Під його керівництвом було створено  основний  та науково-допоміжний  фонд музею, який  налічує близько 2-х тисяч експонатів, що розміщені у 7 експозиційних залах сільського Будинку культури.
Музейні експозиції відображають історію села Великий Хутір від XVII до XXI ст.,  відомості про людей, життя і діяльність яких були пов'язані з Великим Хутором, а також про колишніх власників села: Івана Мировича, князів Кантакузених, графа Заводовського та князів  Барятинських.
 У музеї можна побачити оригінальну колекцію вишитих картин та рушників, жіночого та чоловічого вбрання XIX—XX ст. ручної роботи на домотканому полотні; знаряддя хліборобської праці, хатнього вжитку, ковальства, лозоплетіння. Також у музеї є зала трудової слави, меморіальна та  виставкова зали та майстерня для майстер-класів. На стендах розміщені світлини, ілюстрації, малюнки, та фотокопії про Героя Радянського Союзу С. А. Куницю, голову колгоспу Я. О. Дробота, заслуженого працівника культури України М. Д. Коваля, почесного громадянина села В. В. Харуту, а також документальні матеріали, що відображають історію становлення освіти у селі, історію церковно-релігійного життя, колгоспного будівництва тощо.
 Щорічно музей відвідують близько 600 відвідувачів з числа учнівської та студентської молоді, вчителі, творча громадськість району та області, а також закордонні гості, які цікавляться історією та традиціями нашого краю. При музеї створена рада музею, яка працює на громадських засадах і разом із директором музею готує різнопланові екскурсії та лекції для відвідувачів. Нові експозиції присвячені українській революції 1917—1921 років, 50-річчю почесного громадянина села  Владислава Харути, героям та учасникам АТО.
15 березня 1991 року рішенням колегії управління культури Черкаського облвиконкому Великохутірському сільському музею було присвоєно почесне звання «народний музей», яке було підтверджене у 2012 та 2017 роках.
Із 02.02.2012 року директором музею є  вчитель вищої категорії, майстриня народної вишивки Надія Яківна Колотило.
 Музей постійно розвивається і поповнюється новими експонатами, з року в рік удосконалює свою діяльність відповідно до сучасних вимог та потреб.
- ІНФОРМАЦІЯ щодо Великохутірського краєзнавчого музею [Архівовано 22 червня 2010 у Wayback Machine.] на Інтернет сайт села Великий Хутір [Архівовано 1 вересня 2011 у Wayback Machine.]

1. ↑  https://velikijhutir.cherkassy.ua/history/museum.php?news_id=581